# أوستي ناد لابم
أوستي ناد لابم (بالتشيكية: Chomutov)‏ هي مدينة في إقليم أوستي ناد لابم في جمهورية التشيك، وهي مركز مقاطعة أوستي ناد لابم.
يبلغ عدد سكان هذه المدينة 93,409 حسب إحصاء في سنة 2015.

## توأمة
لأوستي ناد لابم اتفاقيات توأمة مع كل من:
- فلاديمير
- كيمنتس (1970 - )
- Borough of Halton [الإنجليزية]‏

## معرض صور

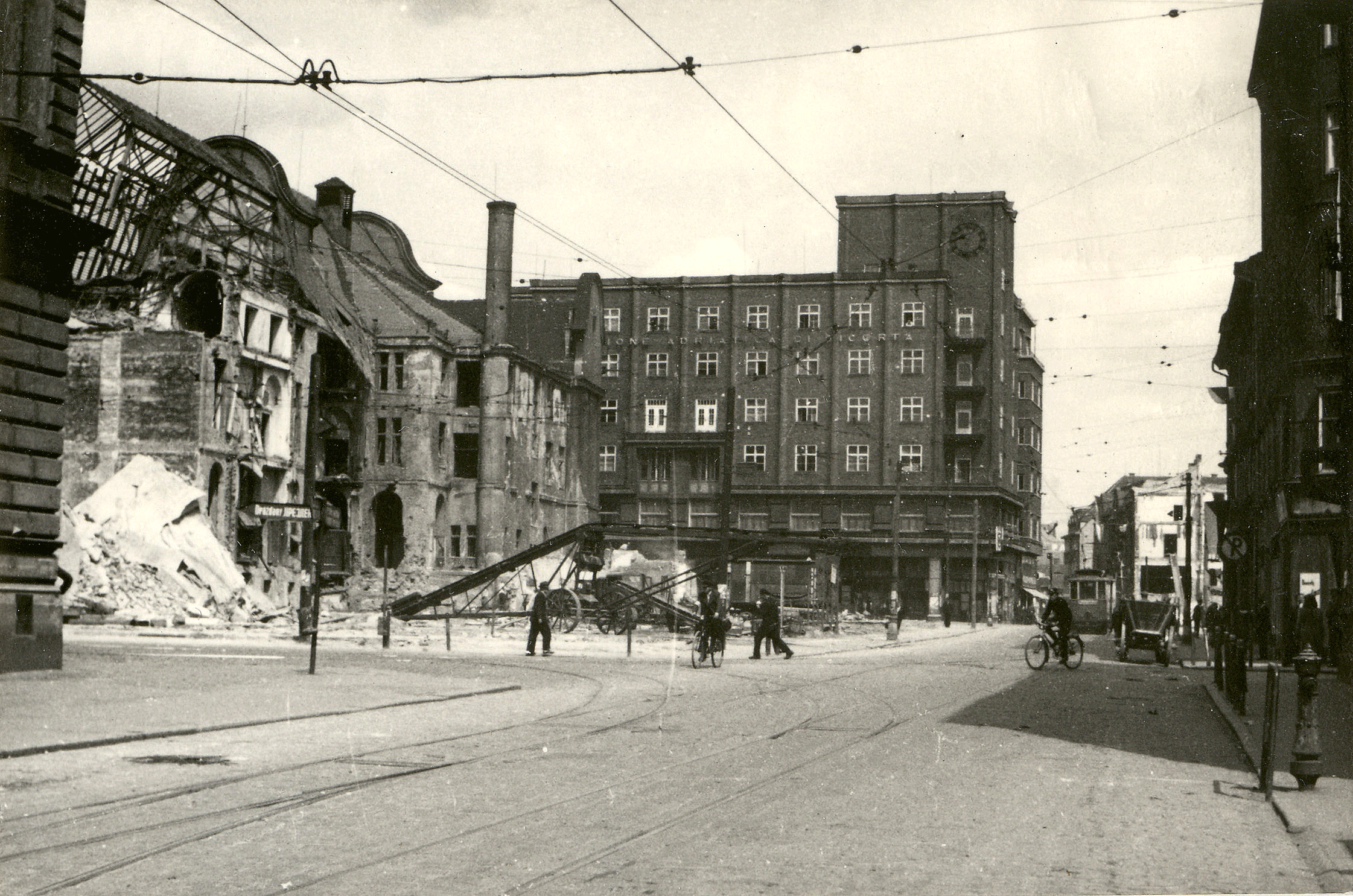
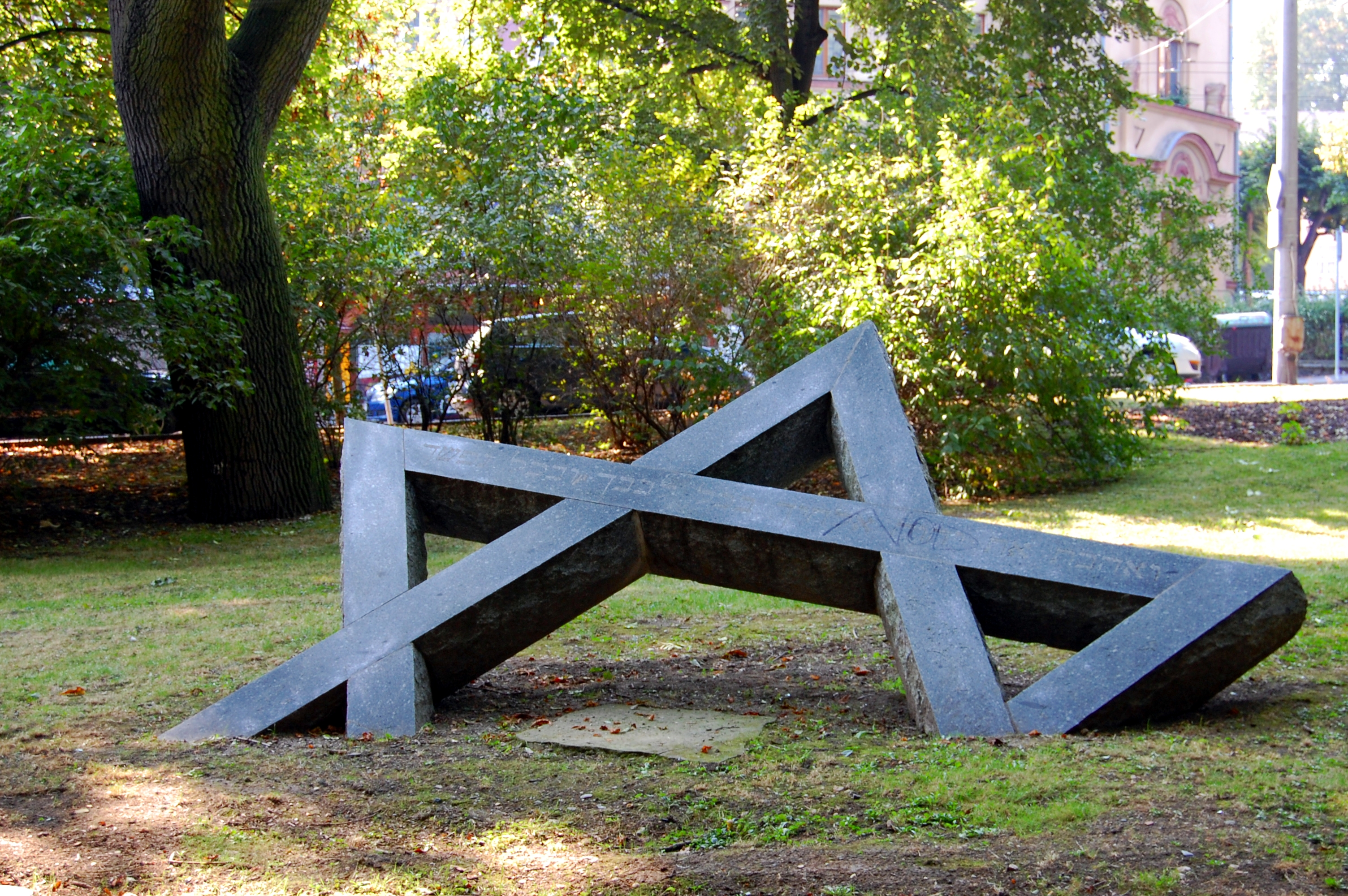
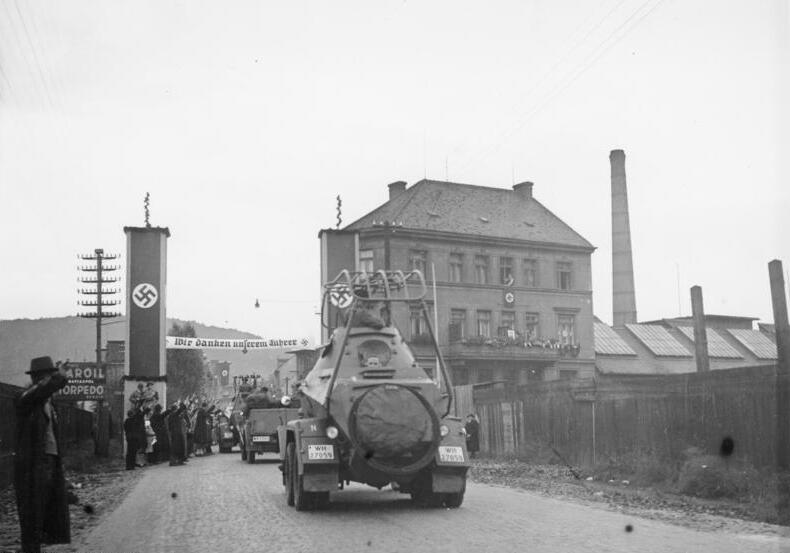

## أعلام
- سفاتوبلوك بلوسكال
- رولف ثييل
- أنتون رافاييل مينغز
- أندريه بالفين
- ييري ياروشيك
- بوهوميل نيمتشيك
- إميل ريلكه

## اقرأ أيضاً
- مقاطعة أوستي ناد لابم